# 全氟三戊胺
全氟三戊胺是一种全氟化合物。它沸点高，可用作电子器件的冷却剂。它无色无臭，不溶于水。与普通的胺不同，全氟胺碱性低。全氟胺是氟化液的成分，氟化液可以用来冷却超级计算机。
以氟化氢为溶剂和氟的来源，将三正戊胺电化学氟化，可制备全氟三戊胺：
N(C5H11)3  +  33 HF   →   N(C5F11)3  +  33 H2

## 安全
氟胺类毒性一般很低，所以它经评估可用于人工血。